# Egon Nitz
Egon Nitz (* 9. Mai 1934 in Bublitz; † 19. Mai 2011) war ein deutscher Konteradmiral der Volksmarine.

## Militärische Laufbahn
Nach dem Schulbesuch erlernte der Sohn eines Müllergesellen von 1949 bis 1952 den Beruf des Drehers und nahm anschließend ein Studium an der Ingenieurschule für Kraft- und Arbeitsmaschinen in Meißen auf. Am 20. Januar 1953 trat er in die Bewaffneten Organe der DDR ein und wurde Schüler („Kursant“) an der Seeoffizierlehranstalt der Volkspolizei See. Von 1955 bis 1956 war er Zugführer an dieser Anstalt. 1956 trat er der SED bei und absolvierte von 1957 bis 1959 einen Lehrgang an einer Militärakademie in der Sowjetunion.
Ab 1960 diente er in den Seestreitkräften der DDR (ab 1961 Volksmarine genannt) als Offizier im Bereich der Torpedoboote und Schnellboote. Er hatte verschiedene Tätigkeiten inne, darunter Navigationsoffizier, Stabs-, Abteilungs- und Brigadechef. Von 1964 bis 1968 folgte eine weitere Akademieausbildung in der Sowjetunion. Anschließend war er bis 1971 Chef der Raketenschnellbootsbrigade und danach bis 1972 Chef der 1. Raketen-Torpedo-Schnellbootsbrigade in der 6. Flottille.
1972 wurde Nitz Stabschef der Flottenschule „Walter Steffens“ in Parow. 1983 wurde er als Nachfolger von Konteradmiral Rudi Wegner offiziell zu ihrem Kommandeur ernannt, nachdem er bereits von 1973 bis 1974 mit der Führung dieser Schule beauftragt gewesen war. Am 1. März 1987 wurde er zum Konteradmiral ernannt und am 30. September 1990 entlassen. Anschließend war er in der neu gegründeten Marineoffiziersmesse Stralsund aktiv.